# Monroe megye (Florida)
Monroe megye az Amerikai Egyesült Államokban, azon belül Florida államban található. Megyeszékhelye és legnagyobb városa Key West. Lakosainak száma 82 874 fő (2020. április 1.). Monroe megye Collier és Miami-Dade megyékkel határos.

## Népesség
A megye népességének változása:
| Lakosok száma | 73 209 | 74 028 | 74 849 | 76 351 | 77 482 | 82 874 |
|               | 2010   | 2011   | 2012   | 2013   | 2015   | 2020   |